# Izgrev, Sliven
Izgrev (în bulgară Изгрев) este un sat în comuna Sliven, regiunea Sliven,  Bulgaria. 

## Demografie
Componența etnică a satului Izgrev
     Turci (7,44%)
     Bulgari (7,44%)
     Nicio identificare (85,1%)
     Altele (0%)
La recensământul din 2011, populația satului Izgrev era de 94 locuitori. Nu există o etnie majoritară, locuitorii fiind turci (7,44%) și bulgari (7,44%). Pentru 85,1% din locuitori nu este cunoscută apartenența etnică.